# La Mort en ligne 2
Pour les articles homonymes, voir One Missed Call.
Série
La Mort en ligne
(2004) La Mort en ligne 3
(2006)
Pour plus de détails, voir Fiche technique et Distribution.
La Mort en ligne 2 (着信アリ2, Chakushin ari 2) est un film d'horreur japonais réalisé par Renpei Tsukamoto et sorti en 2005. Il fait suite au premier volet sorti en 2003, La Mort en ligne.

## Synopsis
Kyoko rend visite à son petit ami Naoto sur son lieu de travail. Un téléphone portable sonne... et une série de morts inexpliquées et violentes se (re)produit... Kyoko et Naoto vont enquêter et ne vont pas tarder à découvrir qu'une petite fille, Li Li, qui a eu le don de prévoir la mort des habitants autrefois, a été sauvagement assassinée par ceux-ci. Son esprit maléfique cherche aujourd'hui à se venger de ceux et celles qui l'ont punie pour ses prémonitions malveillantes. Pour Kyoko et Naoto, le temps est compté. Il n'est plus question de fuir : il faut comprendre pour avoir une chance de survivre.

## Fiche technique
- Titre français : La Mort en ligne 2
- Titre original : 着信アリ2 (Chakushin ari 2)
- Titre anglais : One Missed Call 2
- Réalisation : Renpei Tsukamoto
- Scénario : Yasushi Akimoto et Miwako Daira
- Image : Tokushô Kikumura
- Son : Peter ‘Duck’ McDonald
- Montage : Soichi Ueno
- Société de production : Chakushin Ari 2 Seisaku Iinkai
- Pays d'origine : Japon
- Langue originale : japonais
- Format : couleur - 1,85:1 - son Dolby Digital
- Genre : horreur
- Durée : 105 minutes environ
- Date de sortie : 2005
- Sortie DVD : 15 mai 2014
- Interdit aux moins de 12 ans en France

## Distribution
- Mimura (VF : Leslie Lipkins) : Kyoko Okudera
- Chisun (VF : Edwige Lemoine) : Madoka Uchiyama
- Hisashi Yoshizawa (VF : Brice Ournac): Naoto Sakurai
- Renji Ishibashi (VF : Hervé Jolly) : Détective Motomiya
- Liu Shadow (VF : Ingrid Donnadieu) : Mei-Pheung
- Haruko Wanibuchi (VF : Blanche Ravalec) : La grand-mère de Mimiko
- Nana Koizumi : Li Li

## Production
La distribution de ce deuxième épisode de la saga est totalement différente du premier, à l'exception d'un commissaire de police.
Dans la bouche des personnes décédées, ce n'est plus un bonbon rouge qui y apparaît, comme dans le premier film, mais des débris de charbon.